# Bruno Friedrich

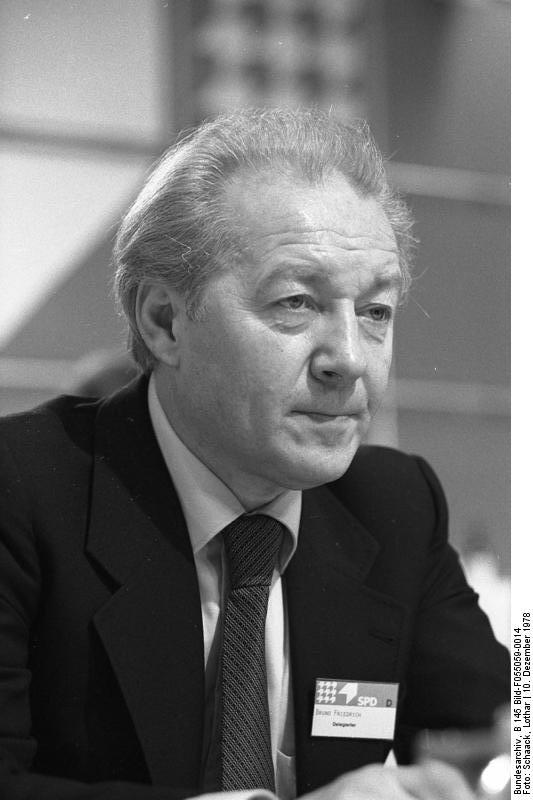
Bruno Friedrich auf dem Außerordentlichen Parteitag der SPD im Messe-Kongreß-Zentrum in Köln zur Vorbereitung für die Europa-Parlament-Wahl 1979

Bruno Friedrich (* 31. Mai 1927 in Helmbrechts; † 20. Juni 1987 bei Biebelried) war ein deutscher Politiker (SPD): Mitglied des Bundestages, stellvertretender Vorsitzender der SPD-Fraktion, und Vizepräsident des Europäischen Parlaments.

## Leben
Bruno Friedrich stammte aus einer Weberfamilie. Am 21. Februar 1944 beantragte er mit 16 Jahren die Aufnahme in die NSDAP und wurde zum 20. April desselben Jahres aufgenommen (Mitgliedsnummer 9.719.785).
Nach dem Krieg arbeitete er als Grund- und Hauptschullehrer. 1954 wurde er Mitglied der SPD. Von 1972 bis 1980 war er Mitglied des Deutschen Bundestages. Dabei wurde er stets über die Landesliste der SPD in Bayern gewählt.
Von 1979 bis zu seinem Tod war Friedrich außerdem Mitglied des Europäischen Parlaments – dort war er zweimal Vizepräsident. Im Europäischen Parlament gehörte er neben dem Präsidium u. a. dem Politischen Ausschuss und den Delegationen für die Beziehungen zur israelischen Knesset und zur Bundesversammlung Jugoslawien an.
Bruno Friedrich war Mitglied und teilweise auch Funktionsträger in zahlreichen Organisationen und Institutionen, u. a. in der Deutschen Gesellschaft für Auswärtige Politik, der Europa-Union Deutschland, der Gewerkschaft Erziehung und Wissenschaft und im Rundfunkrat der Deutschen Welle und des Deutschlandfunks.

## Ehrungen
- 1978: Großoffizier des Ordens des Infanten Dom Henrique
- 1980: Großes Verdienstkreuz der Bundesrepublik Deutschland
- 1986: Großes Verdienstkreuz mit Stern der Bundesrepublik Deutschland